# BMW E65/E66
BMW E65/E66 — заводской индекс кузова 7-й серии BMW, выпускавшегося с 2001 по 2008 год. За семь лет было произведено примерно 330 000 машин.
В 1997 году Крис Бэнгл провёл встречу с дизайнерами экстерьера из DesignworksUSA, где озвучил своё видение нового автомобиля. Он использовал такие выражения, как "рывок в дизайне" (design leap) и "топовый продукт" (top-of-the-line product). В итоге было отобрано 12 эскизов для масштабных моделей, из которых оставили лишь пять. К окончанию конкурса было подготовлено три полноразмерных пластилиновых макета. Победу одержала работа Адриана ван Хойдонка.

## 2001-2005
Презентация автомобиля состоялась в исследовательском центре FIZ в Мюнхене за два месяца до официальной премьеры на автосалоне 2001 года во Франкфурте-на-Майне. Журнал «Тайм» назвал его одним из 50 худших автомобилей всех времён, тем не менее, он стал самым продаваемым BMW 7-й серии за весь период производства.
На старте продаж, в ноябре 2001 года, были доступны только модели с двигателями 735i и 745i. В апреле 2002 года появились модели с увеличенной на 140 мм колёсной базой — 735Li и 745Li. Несколько месяцев спустя, линейку двигателей дополнили дизельными вариантами — 730d и 740d. Весной 2003 года появилось ещё две модели — 730i и 760i.
BMW 7-й серии, кроме технологических новинок прошлого, обзавелась и новыми системами, среди которых можно отметить Valvetronic, систему, регулирующую ход впускных клапанов. Её использование позволило снизить потребление топлива и токсичность отработанных газов; повысить динамические характеристики.
Все силовые агрегаты оснащались шестиступенчатыми АКПП фирмы ZF, которые появились на серийных автомобилях впервые в мире. Управление режимами (автоматический режим, задний ход, паркинг, нейтраль) коробки передач осуществлялось с помощью рычага, расположенного под рулём. Также присутствовала возможность переключения передач вручную, используя клавиши на рулевом колесе.
Четвёртое поколение BMW 7-й серии выпускалось только с задним приводом. В базовой комплектации автомобиль оснащался пассивной подвеской (передние стойки McPherson; сзади -  многорычажная подвеска), но за дополнительную плату появлялась возможность обзавестись системами Dynamic Drive (активные стабилизаторы поперечной устойчивости передней и задней подвесок для снижения бокового крена) и EDC (система регулировки жёсткости амортизаторов имеет два режима: комфорт и спорт). Также имелась возможность установить заднюю пневмоподвеску, поддерживающую постоянный клиренс вне зависимости от нагрузки на заднюю ось.
Помощь в управлении автомобилем водителю оказывают несколько систем:
- DSC (система досталась в наследство от третьего поколения BMW 7-й серии. Она замедляет вращение отдельных колёс повышая устойчивость на скользких дорогах) управляет подсистемой ASC, которая ограничивает подачу топлива и замедляет буксующее колесо.
- DTС — система, допускающая ограниченную пробуксовку ведущих колес.

Одним из уникальных новшеств стало появление системы iDrive, способной заменить многочисленные органы управления сервисными устройствами. Система представляет собой компьютер, управляемый одним единственным контроллером, расположенным на центральной консоли. С его помощью можно перемещаться по меню системы, которое разбито на восемь категорий:
- BMW Assist
- телефон
- бортовая информация
- навигация
- помощь
- развлечения
- настройки
- климат

Система iDrive была разработана компанией Siemens и управлялась операционной системой Windows CE.
Для отделки салона автомобиля использовалась чёрная вишня или ясень. Сиденья передних пассажиров оснащались электрическим приводом. Опционально были доступны сиденья повышенной комфортности (они имели дополнительные регулировки: подколенная опора, поясничная опора, ширина спинки, плечевая опора, высота подголовника) или спортивные сиденья (дополнительные регулировки: подколенная опора, высота подголовника). Кроме того и задние и передние сиденья могли иметь обогрев, вентиляцию и массаж. В качестве обшивки предлагалось несколько вариантов кожи и велюр.
Безопасность пассажиров при столкновении обеспечивали шесть подушек безопасности (фронтальные подушки безопасности водителя и переднего пассажира, а также передние и задние боковые подушки безопасности). Имелась возможность установки дополнительных передних и задних головных подушек безопасности.
У автомобиля отсутствует стояночный тормоз в традиционном его понимании — нет ни рычага на центральной консоли, ни педали. Стояночный тормоз активируется нажатием специальной кнопки на панели приборов. Такой тормоз способен остановить автомобиль в случае отказа основной тормозной системы.
Особенности автомобиля:
- в режиме парковки электронный помощник не только оповещает звуком, но и показывает на дисплее расстояние до ближайшего препятствия;
- автомобиль оснащен фиксаторами открытых дверей, благодаря которым открытая дверь фиксируются в любом положении;
- крышка багажника имеет гидропривод, который обеспечивает её функциональность. Если на пути крышки встречается препятствие, то она останавливается;
- электронный ключ зажигания способен хранить информацию об автомобиле (VIN, пробег, состояние узлов и агрегатов и тому подобное). Если ключ забыт в салоне или багажнике автомобиля, то автомобиль не закроется;
- при разблокировании замков внешние дверные ручки начинают светиться.

### Двигатели
|                                      | 730i/730Li                            | 735i/735Li                            | 745i/745Li                            | 760i/760Li                            | 730d                                  | 740d                                  |
| ------------------------------------ | ------------------------------------- | ------------------------------------- | ------------------------------------- | ------------------------------------- | ------------------------------------- | ------------------------------------- |
| Обозначение двигателя                | M54B30                                | N62B36                                | N62B44                                | N73B60                                | M57D30TÜ                              | M67D40TÜ                              |
| Объём двигателя                      | 2.979 см³                             | 3.600 см³                             | 4.398 см³                             | 5.972 см³                             | 2.993 см³                             | 3.901 см³                             |
| Тип двигателя и количество цилиндров | Р6-бензиновый                         | V8-бензиновый                         | V8-бензиновый                         | V12-бензиновый                        | Р6-дизельный                          | V8-дизельный                          |
| Клапанов                             | 24                                    | 32                                    | 32                                    | 48                                    | 24                                    | 32                                    |
| Степень сжатия                       | 10,2 : 1                              | 10,5 : 1                              | 10,5 : 1                              | 11,3 : 1                              | 18,0 : 1                              | 18,0 : 1                              |
| Мощность                             | 170 кВт (231 л.с.) при 5.900 об./мин. | 200 кВт (272 л.с.) при 6.200 об./мин. | 245 кВт (333 л.с.) при 6.100 об./мин. | 327 кВт (445 л.с.) при 6.000 об./мин. | 160 кВт (218 л.с.) при 4.000 об./мин. | 190 кВт (258 л.с.) при 4.000 об./мин. |
| Крутящий момент                      | 300 Н·м при 3.500 об./мин.            | 360 Н·м при 3.700 об./мин.            | 450 Н·м при 3.600 об./мин.            | 600 Н·м при 3.950 об./мин.            | 500 Н·м при 2.000 об./мин.            | 600 Н·м при 1.900 об./мин.            |
| КПП                                  | 6-ступенчатая, автоматическая         | 6-ступенчатая, автоматическая         | 6-ступенчатая, автоматическая         | 6-ступенчатая, автоматическая         | 6-ступенчатая, автоматическая         | 6-ступенчатая, автоматическая         |
| Максимальная скорость                | 237 км/ч                              | 250 км/ч (ограничена электроникой)    | 250 км/ч (ограничена электроникой)    | 250 км/ч (ограничена электроникой)    | 235 км/ч                              | 250 км/ч (ограничена электроникой)    |
| Разгон, 0-100 км/ч                   | 8,1 сек. 8,3 сек.                     | 7,5 сек.; 7,5 сек.                    | 6,3 сек.; 6,3 сек.                    | 5,5 сек.; 5,6 сек.                    | 8,0 сек.                              | 7,4 сек.                              |
| Тип привода                          | Задний                                | Задний                                | Задний                                | Задний                                | Задний                                | Задний                                |
| Снаряжённая масса                    | 1.805 кг, 1.835 кг                    | 1.935 кг, 1.975 кг                    | 1.945 кг, 1.985 кг                    | 2.090 кг, 2.225 кг                    | 1.975 кг                              | 2.090 кг                              |
| Расход топлива(смешанный цикл)       | 10,7; 10,8 л/100 км                   | 10,7; 10,9 л/100 км                   | 10,9; 11,2 л/100 км                   | 13,0; 13,7 л/100 км                   | 8,6 л/100 км                          | 9,8 л/100 км                          |

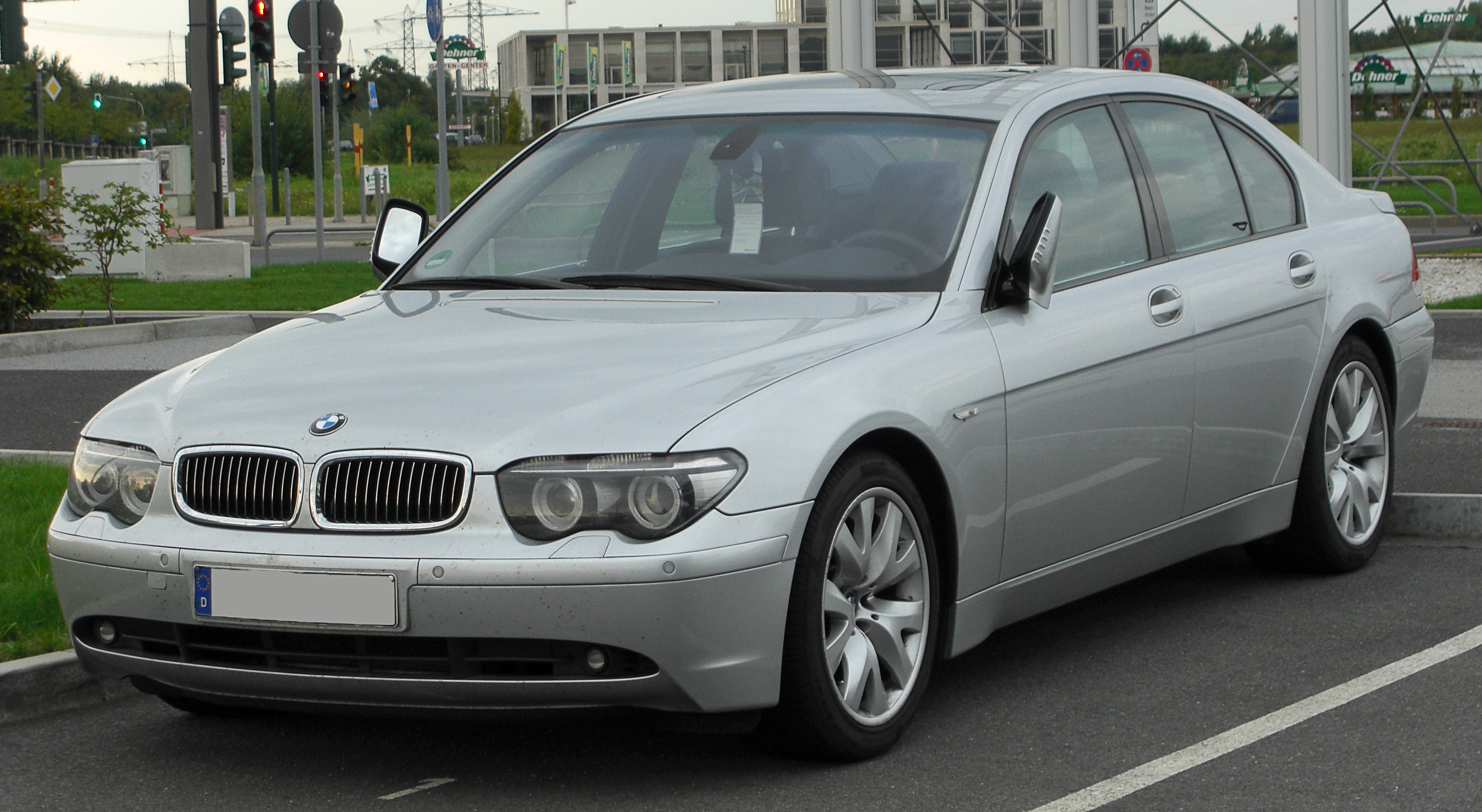
E65
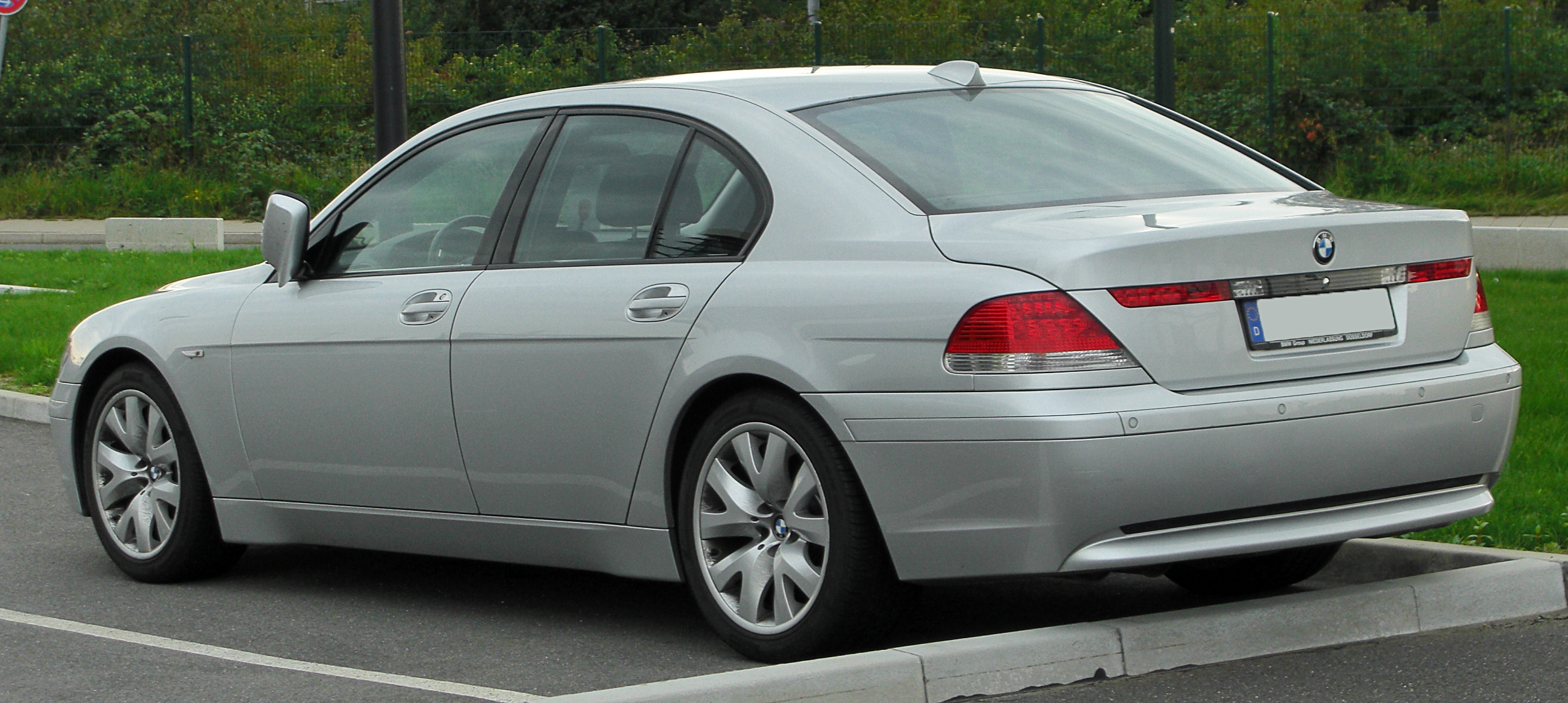
E65
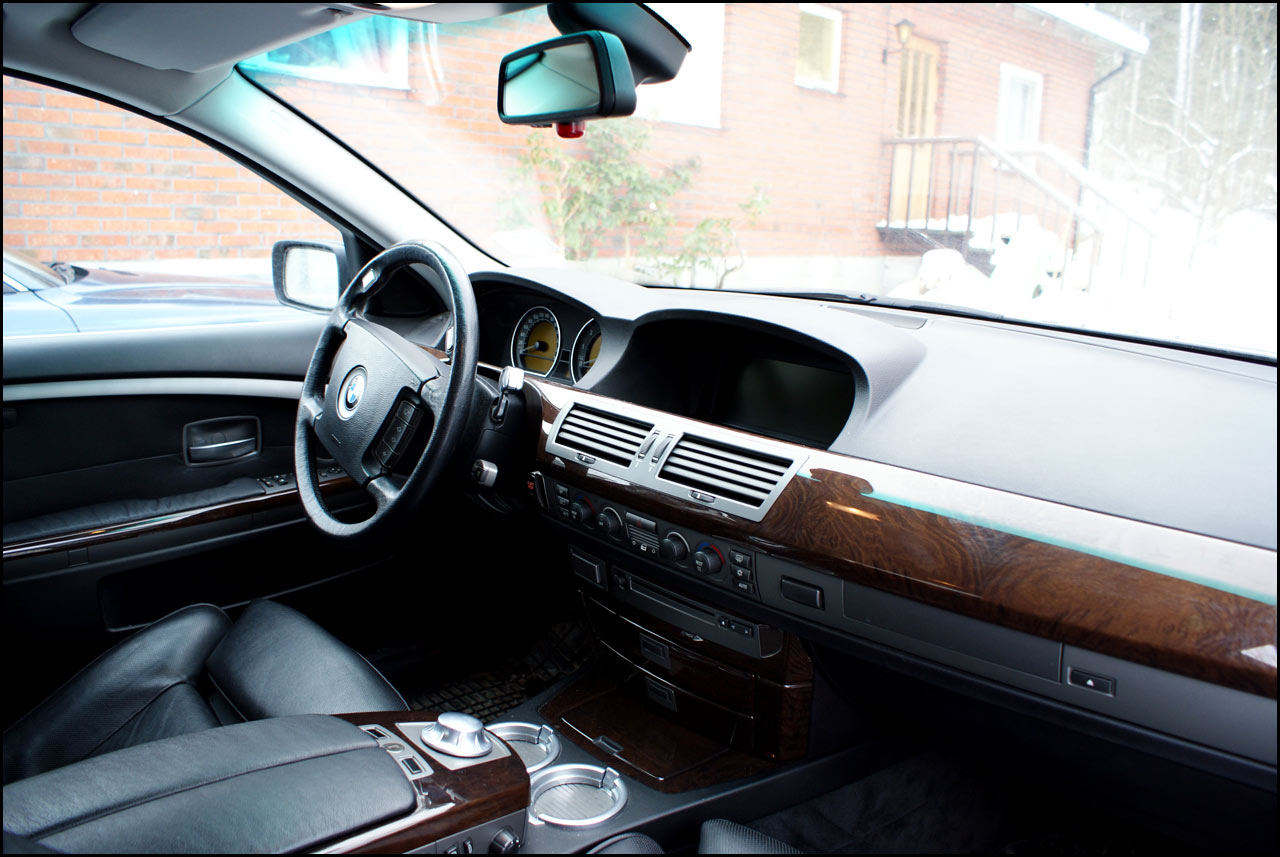
Интерьер. На центральной консоли виден контроллер iDrive

## 2005-2008
В 2005 году BMW пережила рестайлинг. Изменения носили комплексный характер и коснулись не только внешнего вида автомобиля, но и технической составляющей.
В передней части автомобиля переработали дизайн фар, бампера и решётки радиатора. Задняя кромка капота была приподнята на 20 мм. В задней части кузова, на изменённой крышке багажника, появились дополнительные фонари. Стоп-сигналы стали адаптивными (их яркость зависит от интенсивности торможения), а колея задних колёс увеличилась на 14 мм.
Главным новшеством в интерьере можно назвать переработанную систему iDrive. Изменилась форма контроллера и появилась клавиша «menu», нажатие которой вызывает главную страницу меню. Также изменился крой сидений, а органы управления на передней панели получили хромированную окантовку. Новая мультимедиа-система кроме DVD-дисков и телепрограмм позволяет смотреть и цифровое телевидение (DVB-T). Чёрную вишню в отделке заменил американский орех.
Вся линейка двигателей, за исключением 760i, подверглась модернизации. Моторы 745i и 735i уступили место 750i и 740i соответственно, а дизельный 745d заменил 740d. В сентябре 2005 года появилась первая удлинённая версия с дизельным двигателем — 730Ld.
В качестве дополнительных опций появились:
- спортивный трёхспицевый руль;
- «адаптивные» поворотные фары

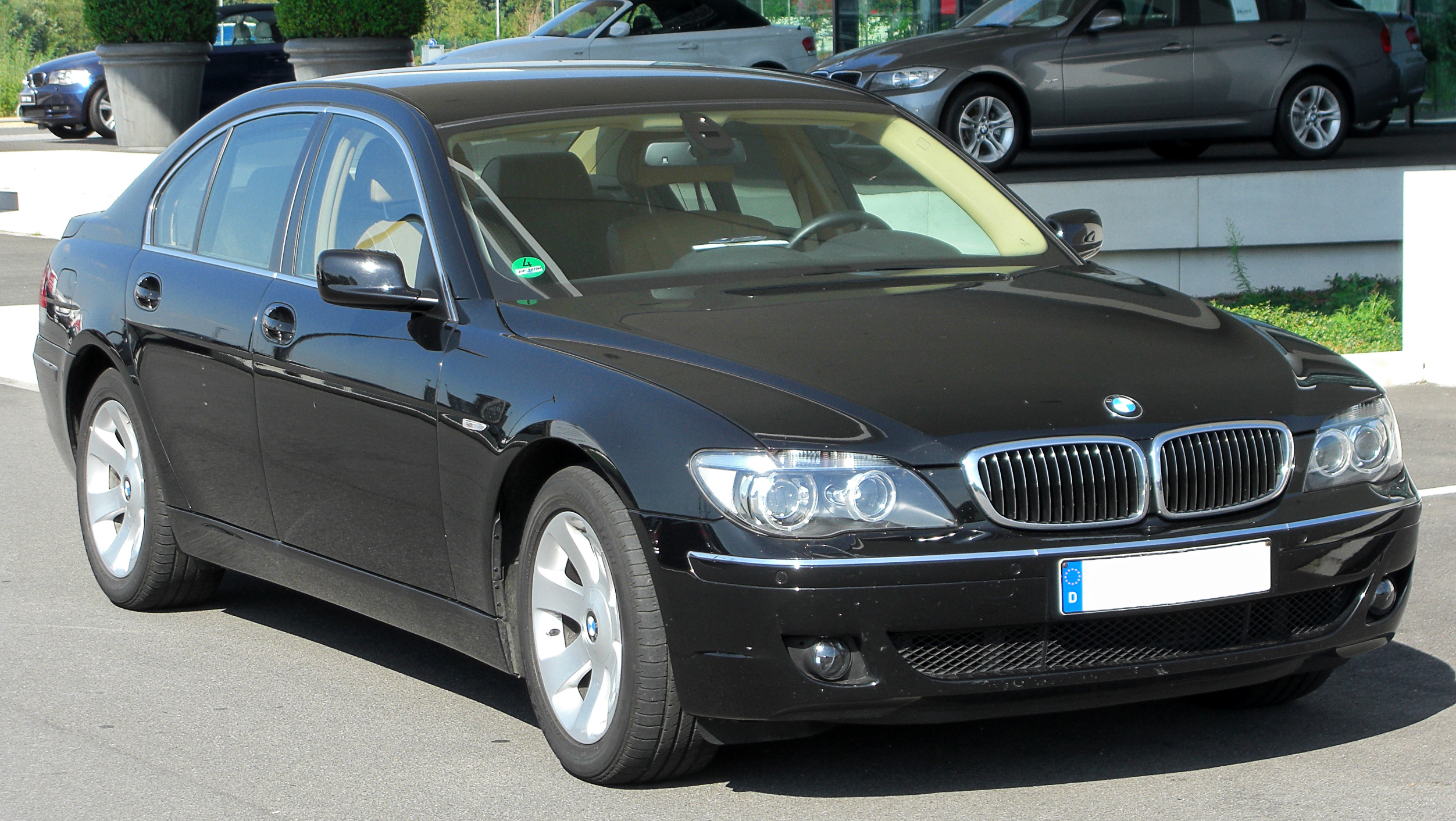
E66
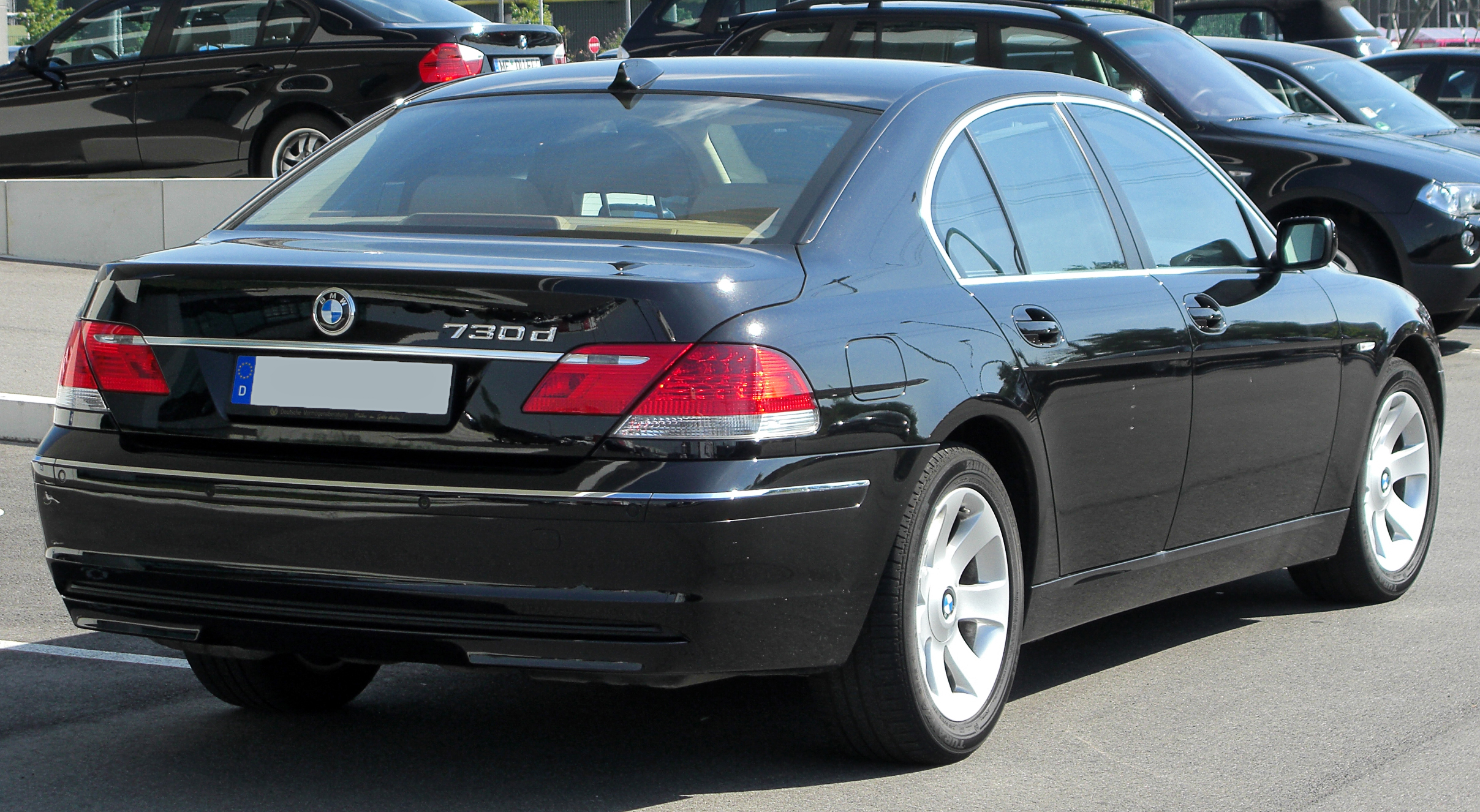
E66

### Двигатели
|                                      | 730i/730Li                            | 740i/740Li                            | 750i/750Li                            | 760i/760Li                            | 730d/730Ld                            | 745d                                  |
| ------------------------------------ | ------------------------------------- | ------------------------------------- | ------------------------------------- | ------------------------------------- | ------------------------------------- | ------------------------------------- |
| Обозначение двигателя                | N52B30                                | N62B40                                | N62B48                                | N73B60                                | M57D30TÜ2                             | M67D44                                |
| Объём двигателя                      | 2.996 см³                             | 4.000 см                              | 4.799 см³                             | 5.972 см³                             | 2.993 см³                             | 4.423 см³                             |
| Тип двигателя и количество цилиндров | Р6-бензиновый                         | V8-бензиновый                         | V8-бензиновый                         | V12-бензиновый                        | Р6-дизельный                          | V8-дизельный                          |
| Клапанов                             | 24                                    | 32                                    | 32                                    | 48                                    | 24                                    | 32                                    |
| Степень сжатия                       | 10,7 : 1                              | 10,5 : 1                              | 10,5 : 1                              | 11,3 : 1                              | 17,0 : 1                              | 17,0 : 1                              |
| Мощность                             | 190 кВт (258 л.с.) при 6.600 об./мин. | 225 кВт (306 л.c.) при 6.300 об./мин. | 270 кВт (367 л.с.) при 6.300 об./мин. | 327 кВт (445 л.с.) при 6.000 об./мин. | 170 кВт (231 л.с.) при 4.000 об./мин. | 242 кВт (330 л.с.) при 3.800 об./мин. |
| Крутящий момент                      | 300 Н·м при 2.500 об./мин.            | 390 Н м при 3.500 об./мин.            | 490 Н·м при 3.400 об./мин.            | 600 Н·м при 3.950 об./мин.            | 520 Н·м при 2.000-2.750 об./мин.      | 750 Н·м при 1.900-2.500 об./мин.      |
| КПП                                  | 6-ступенчатая, автоматическая         | 6-ступенчатая, автоматическая         | 6-ступенчатая, автоматическая         | 6-ступенчатая, автоматическая         | 6-ступенчатая, автоматическая         | 6-ступенчатая, автоматическая         |
| Максимальная скорость                | 244 км/ч                              | 250 км/ч (ограничена электроникой)    | 250 км/ч (ограничена электроникой)    | 250 км/ч (ограничена электроникой)    | 238 км/ч                              | 250 км/ч (ограничена электроникой)    |
| Разгон, 0-100 км/ч                   | 7,8 сек.; 7,9 сек.                    | 6,8 сек.; 6,9 сек.                    | 5,9 сек.; 6,0 сек.                    | 5,5 сек.; 5,6 сек.                    | 7,8 сек.; 7,9 сек.                    | 6,6 сек.                              |
| Тип привода                          | Задний                                | Задний                                | Задний                                | Задний                                | Задний                                | Задний                                |
| Снаряжённая масса                    | 1.880 кг, 1.910 кг                    | 1.970 кг, 2.010 кг                    | 1.985 кг, 2.025 кг                    | 2.180 кг, 2.255 кг                    | 1.975 кг, 2.015 кг                    | 2.115 кг                              |
| Расход топлива (смешанный цикл)      | 10,1 л/100 км                         | 11,2 л/100 км                         | 11,4 л/100 км                         | 13,6 л/100 км                         | 7,9 л/100 км                          | 9,0 л/100 км                          |

## Комплектации
Двигатель
- Cylinder specific knock control
- Сажевый фильтр (DPF) для дизельных моделей
- Блок электронного управления (DME) для бензиновых моделей
- Электронная цифровая система управления дизельным двигателем (DDE) для дизельных моделей
- Double-VANOS (бензиновые модели)
- Шестицилиндровый рядный двигатель с четырьмя клапанами на цилиндр
- Valvetronic (бензиновые модели)

Трансмиссия
- Шестиступенчатая автоматическая коробка передач с функцией Steptronic

Колеса и шасси
- 18" литые диски типа 174 с шинами 245/50 R18
- Электромеханический стояночный тормоз с функцией автоматического удержания
- Servotronic усилитель руля

Безопасность и технологии
- подушки безопасности:

Подушки безопасности для головы (AHPS II), передние и задние
боковые подушки безопасности, передние и задние
Датчик удара разблокирующий центральный замок, включающий аварийную сигнализацию, отсекающий подачу топлива и отключающий внутреннее освещение
система, регулирующая степень раскрытия подушки безопасности в зависимости от силы удара (ID Airbags), водителя и переднего пассажира
сиденья с датчиком присутствия, передние
- Сигнализация (Thatcham 1) с дистанционным управлением и иммобилайзер
- Стабилизаторы поперечной устойчивости, передние и задние
- Стоп-сигналы со светодиодами
- Круиз-контроль, программируемый
- Деформационные зоны - спереди и сзади с усиленными дверями, бамперы; восстанавливаются после столкновений на скорости до 4-х миль
- Система динамического контроля курсовой устойчивости (DSC) включает:

Антиблокировочная тормозная система (ABS)
Автоматическая Система курсовой устойчивости (ASC)
Контроля торможения в поворотах (CBC)
Система управления динамикой торможения (DBC)
Система динамического контроля тяги (DTC)
Электронная система распределения тормозного усилия (EBD)
управление крутящим моментом (MSR)
- Аптечка и знак аварийной остановки
- Противотуманные фары, передние
- Управление дальним светом
- омыватель передних фар
- Бортовая диагностика (OBD)
- Парктроник (PDC), передние и задние
- Датчик дождя с автоматической активацией фар
- Ремень безопасности регулируемый по высоты на стойке, автоматический
- Ремни безопасности с инерционными катушками и пиропатроном, передние
- Ремни безопасности с инерционными катушками, задние
- Защита от бокового удара
- Система предупреждения о проколе шин (TPWS)

Сиденья
- Крепление для детских сидений ISOFIX, задний
- обивка кожей Nasca
- Регулировка сиденья - спереди, электрическая с памятью для сиденья водителя

Внешнее оборудование
- антикоррозионная обработка кузова, защита днища
- бесступенчатый фиксатор открытой двери
- Наружные зеркала - асферические, с синим оттенком , подогревом и электрической регулировкой
- металлическое лакокрасочное покрытие
- омыватель лобового стекла, с подогревом
- Ксеноновые фары ближнего и дальнего света

Внутреннее оборудование
- Кондиционер, автоматический с расширенными функциями
- Подлокотники - спереди и сзади, центральные
- аккумуляторная батарея в багажном отделении с возможностью пуска двигателя от постороннего источника тока из моторного отсека
- Подстаканники
- Электрические стеклоподъемники, передние и задние
- коврики
- Четырехспицевый руль отделанный кожей
- Зеркало заднего вида, автоматически затемняемое
- Пакет курильщика
- Рулевая колонка с автоматической регулировкой
- внутренняя отделка деревом

Аудио и коммуникации
- дополнительный разъем для вспомогательных игровых устройств
- Bluetooth телефон
- BMW ConnectedDrive
- BMW Professional радио с проигрывателем компакт-дисков
- 8.8" цветной дисплей
- IDrive контроллер на центральной консоли
- звуковая система с шестью динамиками
- Навигационная система - Professional
- Бортовой компьютер (ОВС), включающий в себя:

Средняя скорость
Расход топлива (средний и текущий) и диапазон
Информационный дисплей - аналоговые приборы в сочетании с ж\к дисплеем
Дорожный компьютер
Показатель температуры воздуха
- Двойной тюнер с RDS и TMC функциями
- Управление голосом

Оборудование в дополнение к 730i SE и 730d SE
- задняя пневмоподвеска
- Солнцезащитная шторка заднего ветрового стекла

Оборудование в дополнение к 730i SE и 730d SE
- 18" литые диски типа 175 с шинами 245/50 R18
- CD-чейнджер на шесть компакт-дисков
- Стеклянный люк с электрической регулировкой
- Hi-Fi акустическая система
- Поясничная опора водителя и переднего пассажира
- Обогрев сидений, передние
- Блок изменения длины коллектора (DISA)
- Двигатель V8 с четырьмя клапанами на цилиндр

Оборудование в дополнение к 740i и 750i
- задняя пневмоподвеска
- Солнцезащитная шторка заднего ветрового стекла

Оборудование в дополнение к 740i и 750i
- 18" литые диски типа 91 с шинами 245/50 R18
- пакет Adaptive Ride
- обшивка потолка - Алькантара
- автоматическая крышка багажника
- внутренняя отделка древесиной Burr Walnut, глянцевая с узорными вставками
- многослойное стекло
- комфортные сиденья, передние и задние
- Дверные пороги с хромированной отделкой и подсвечивающимся шильдиком V12
- дополнительная отделка кожей приборной панели, дверей и центральной консоли
- Hi-Fi акустическая система - LOGIC7 Professional
- отделка приборной панели кожей ручной работы
- Зеркало заднего вида и наружные зеркала (складывающиеся) с автоматическим затемнением
- поручни на потолке из кожи Nasca
- задняя пневмоподвеска
- доводчики дверей (SCA)
- Солнцезащитная шторка на заднем стекле и шторки на боковых задних стеклах
- Двигатель V12 с технологией прямого впрыска

Оборудование в дополнение к 730i SE, 730d SE, 740i и 750i
- 19" литые диски типа 126 с шинами 245/45 R19 спереди и 275/40 R19 - сзади
- внешняя отделка Shadowline
- Спортивные сиденья с обивкой Pearl
- Спортивная подвеска (включая Dynamic Drive)
- Трехспицевое рулевое колесо
- внутренняя отделка древесиной Vavona, матовая

## Версии и модификации
Четвёртое поколение BMW 7-й серии выпускалось в четырёх модификациях:
- Е65 - наиболее распространённая модификация с укороченной колесной базой;
- Е66 - модификация с увеличенной на 140 мм колесной базой. Имеет задние сиденья повышенной комфортности и встроенный в нишу между ними холодильник;
- Е67 - модификация оснащенная заводской броней;

автомобиль имеет степень защищенности B7 по стандартам BRV 1999, DIN EN 1063 и DIN EN 152223-1. Оснащен автоматической системой пожаротушения, датчиками газовой атаки, системой подачи свежего воздуха, запасом кислорода для пребывания под водой, радиомаяком и т.п. Имеется возможность запуска двигателя с расстояния в 150 м, чтобы обезопасить себя от случая подрыва автомобиля, путём установки в него взрывчатки. Шины, изготовленные по технологии Run Flat, позволяют преодолеть дистанцию в 50 км со скоростью до 80 км/ч при повреждении всех колес. Днище под сиденьями передних пассажиров способно выдержать детонацию двух ручных гранат.
- Е68 - выпускалась исключительно по индивидуальным заказам и работала на бензине и водороде.

### BMW Individual
Модификация, предлагающая дополнительные варианты окраски кузова и отделки салона.

### Alpina B7
Модифицированная компанией Alpina короткобазная BMW 750i. Производилась на той же сборочной линии в Дингольфинге, что и серийная модель. BMW of North America, LLC предложила для США ограниченную серию Alpina B7 в количестве 800 штук, которые были быстро распроданы.
| Объём двигателя | Тип двигателя и количество цилиндров | Мощность                           | Крутящий момент         | Разгон, 0-100 км/ч | Максимальная скорость | Расход топлива (смешанный цикл) | Снаряжённая масса |
| --------------- | ------------------------------------ | ---------------------------------- | ----------------------- | ------------------ | --------------------- | ------------------------------- | ----------------- |
| 4398 см³        | V8-бензиновый                        | 368 кВт (500 л.с.) при 5500 об/мин | 700 Н·м при 4250 об/мин | 4,9с               | 300 км/ч              | 12,8/100 км SuperPlus           | 1960 кг           |

## Оригинальные аксессуары
- цепь для движения по заснеженной дороге
- чехол для автомобиля
- кресла для детей разного возраста
- направляющие для установки на крышу автомобиля багажника, креплений для лыж, досок для сноуборда и серфинга, а также велосипеда
- конструкция для крепления велосипеда к задней части автомобиля
- различные ящики для багажного отделения
- коврик на заднее сиденье для домашнего животного и система фиксации его к ремням безопасности
- вешалка для одежды с карманами для хранения мелких предметов
- чехол для лыж[14]

## Коллекционные модели
Японская компания Kyosho выпускала несколько модификаций масштабных моделей BMW 7-й серии. Коллекционные модели имели великолепное качество исполнения с сохранением всех пропорций; открывающиеся двери, капот, багажник; высокую детализацию салона, двигателя и шасси, а также колеса, двигающиеся при повороте руля.
Список моделей в масштабе 1/18:
- BMW 745i (дорестайлинговая)
- BMW 760Li
- BMW E66 Individual
- BMW E68 Hydrogen "Clean Energy"

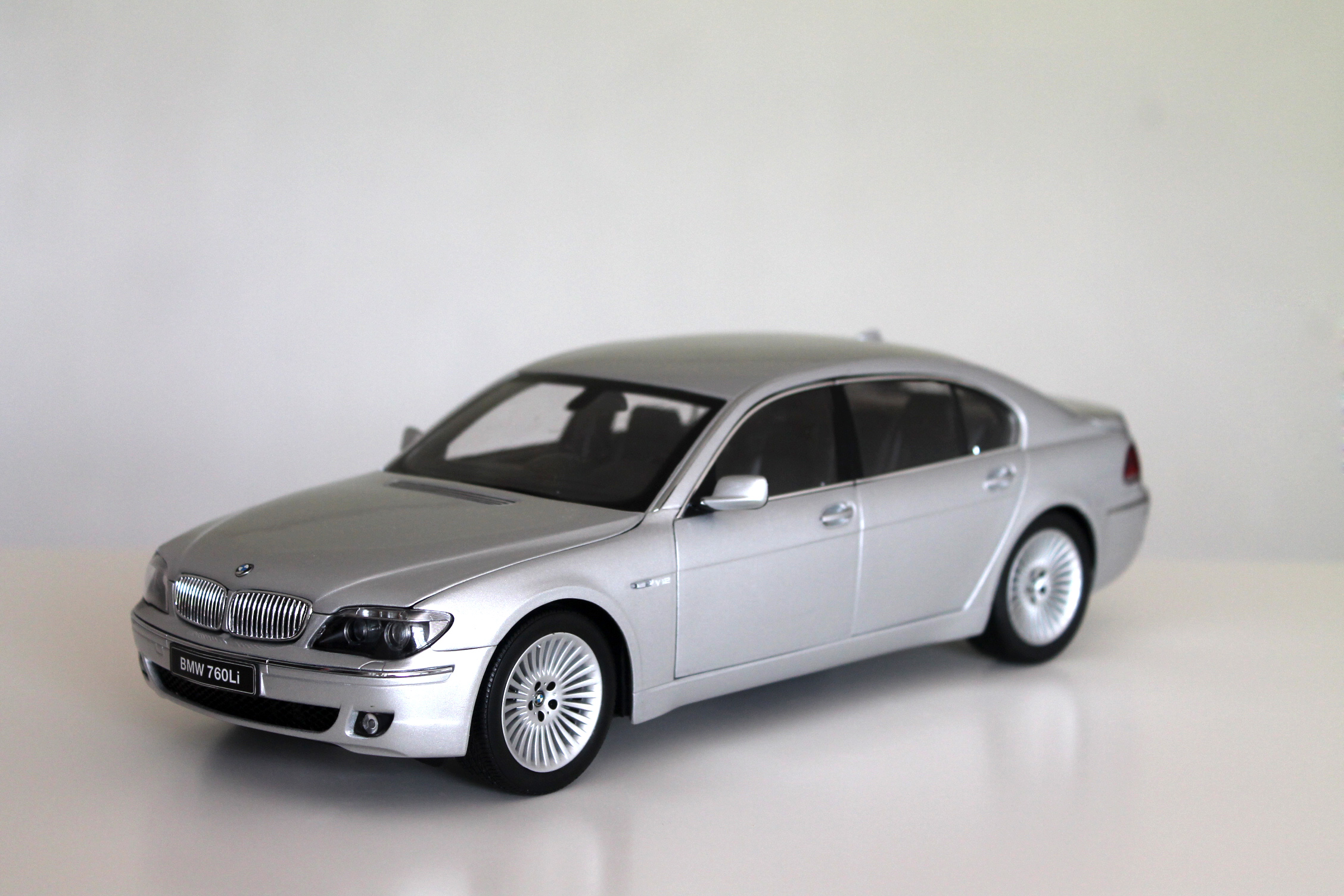
Kyosho BMW 760Li (E66) - вид спереди
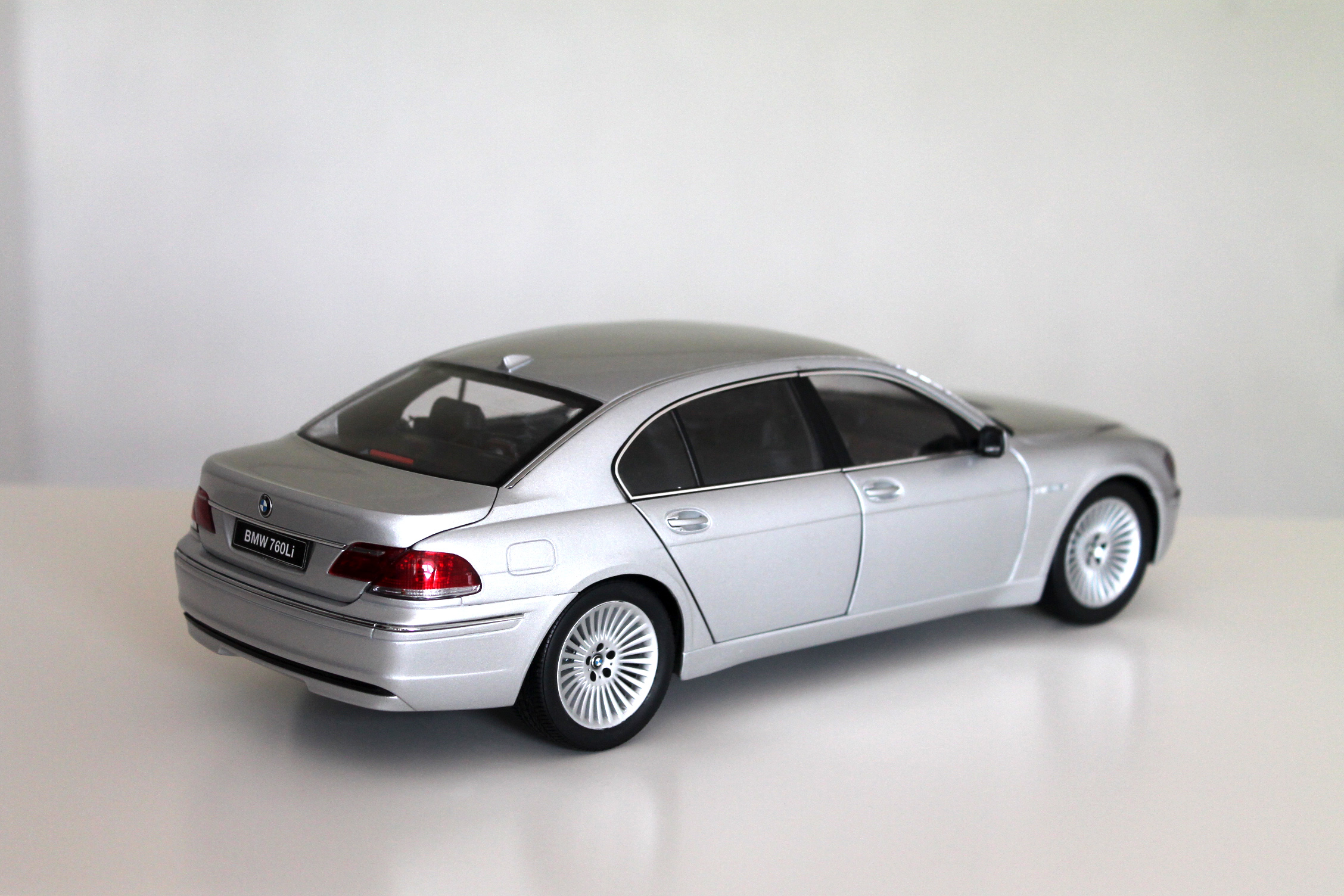
Kyosho BMW 760Li (E66) - вид сзади
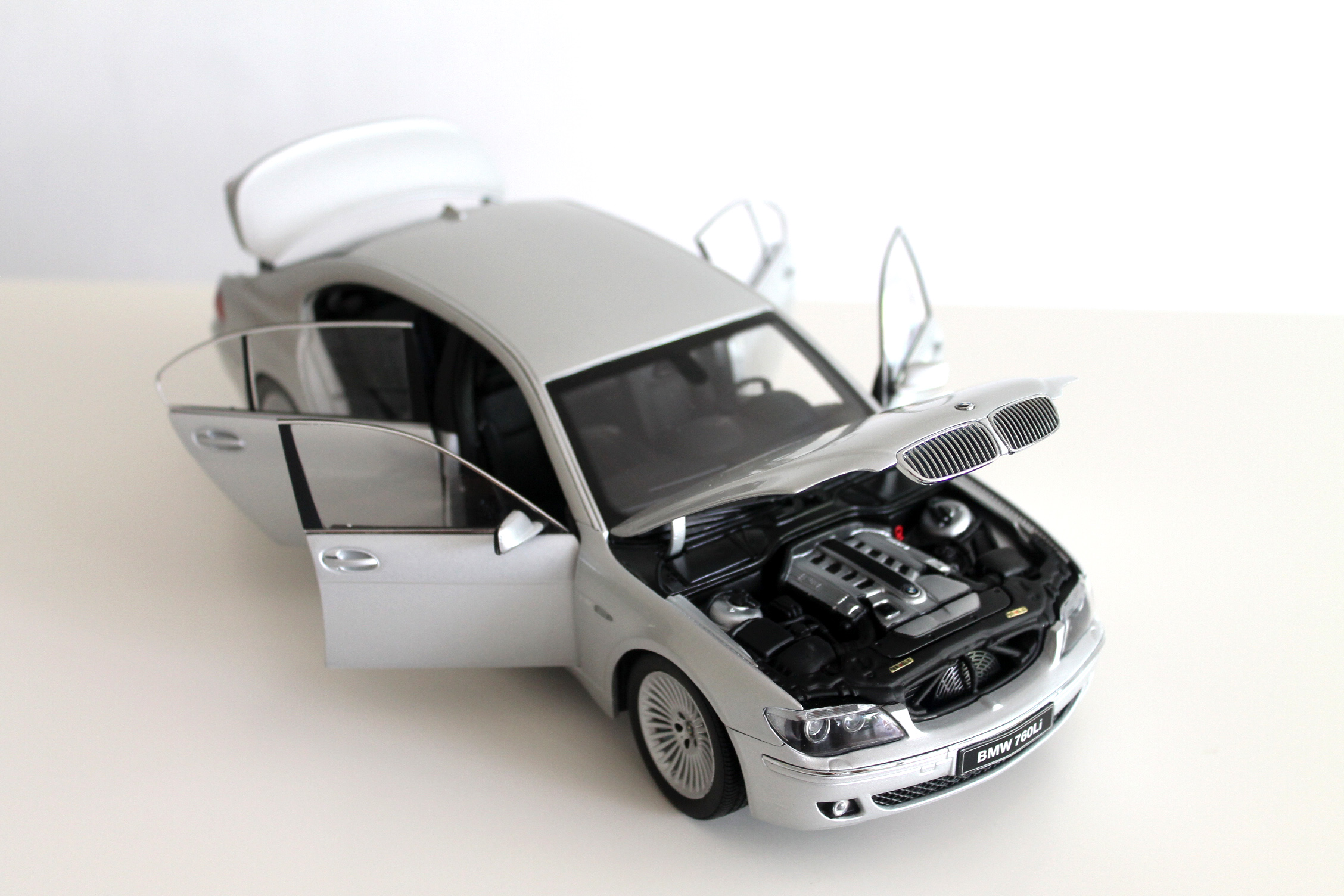
Kyosho BMW 760Li (E66) - мотор
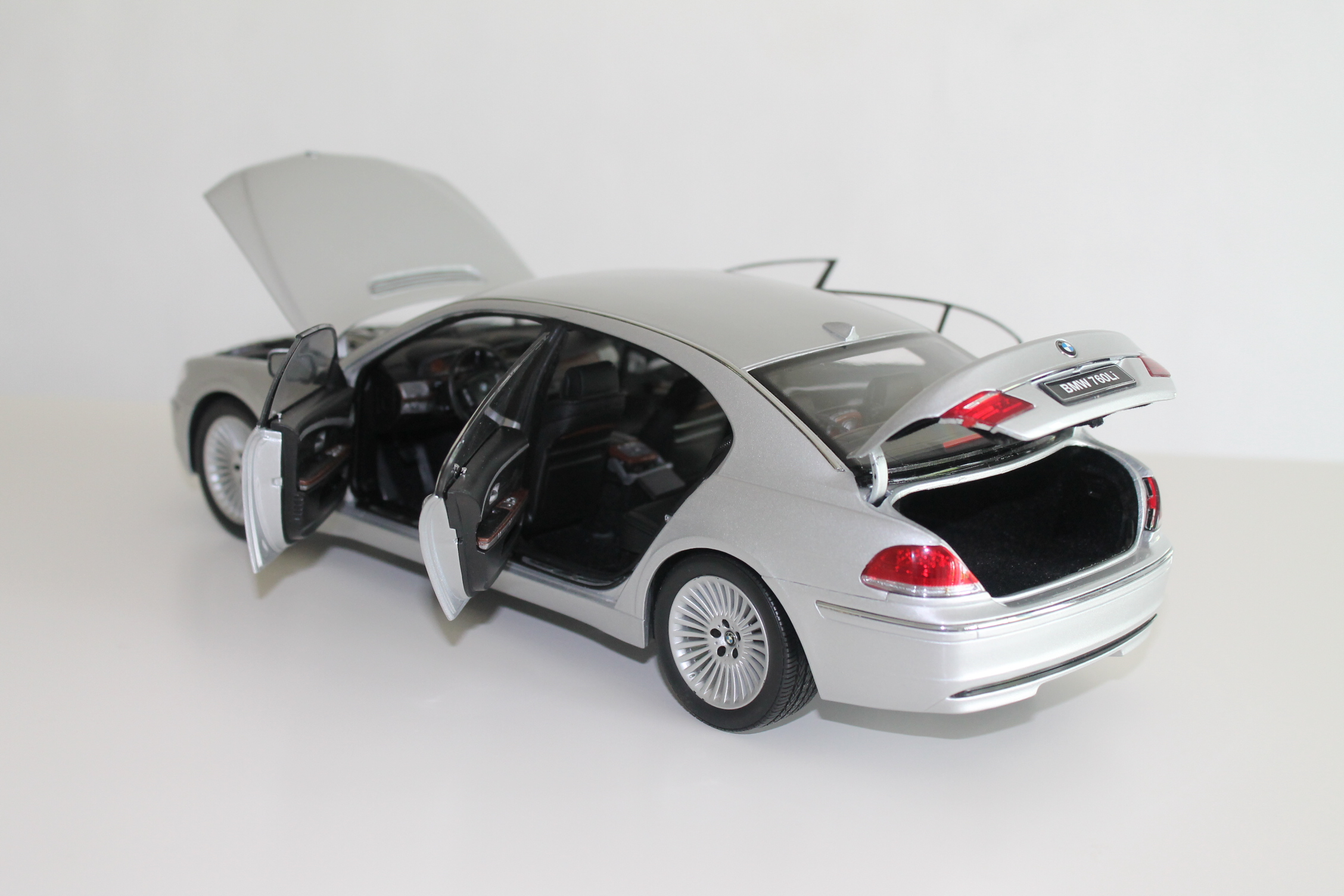
Kyosho BMW 760Li (E66) - салон
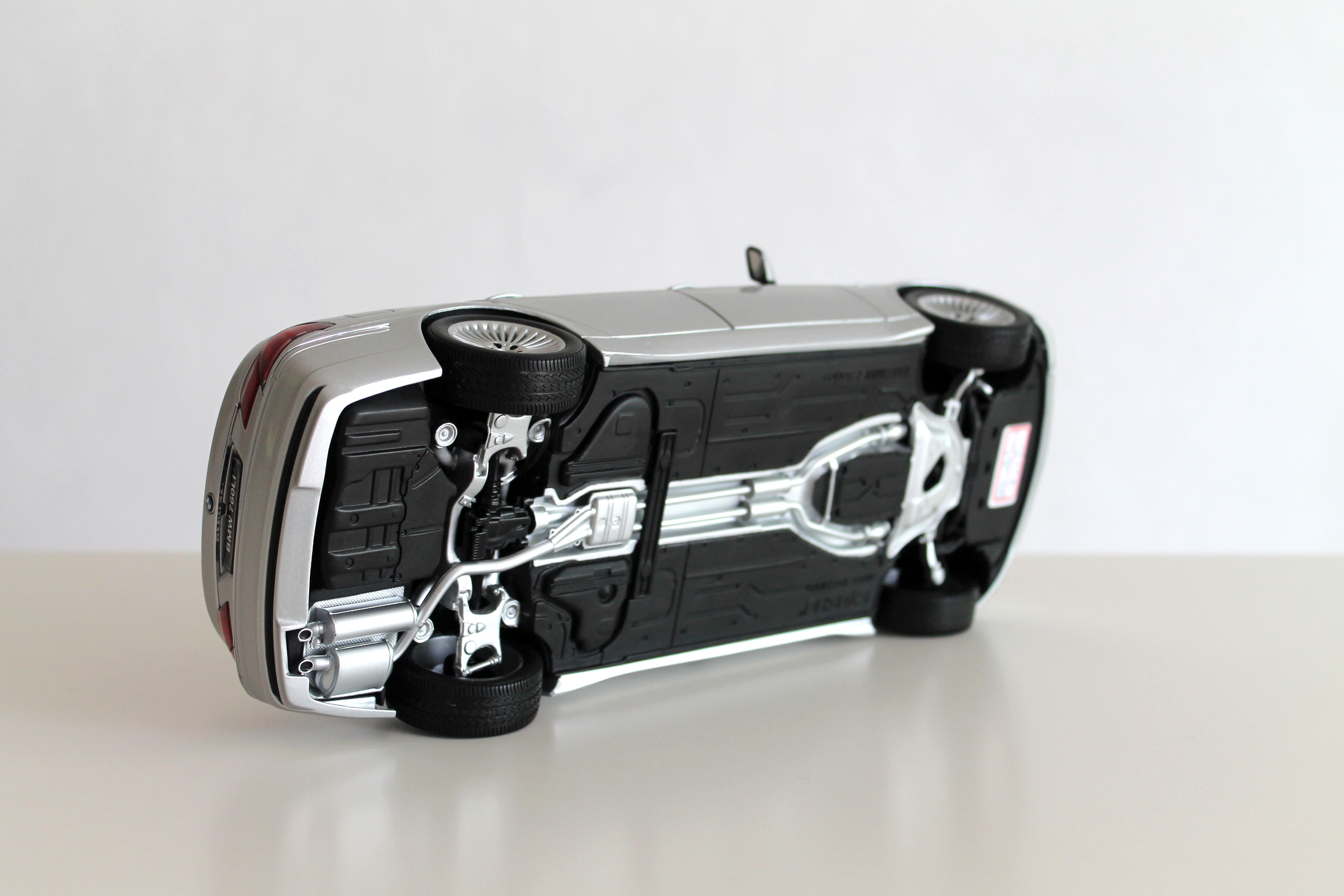
Kyosho BMW 760Li (E66) - вид снизу